# Mladen Žižović
Mladen Žižović (ur. 27 grudnia 1980 w Rogaticy) – były bośniacki piłkarz występujący na pozycji ofensywnego pomocnika, obecnie trener zespołu Borac Banja Luka.

## Kariera piłkarska
Jako junior grał w drużynie Mladost Rogatica. W 1998 roku przeniósł się do FK Radnik Bijeljina, dla którego rozegrał 75 spotkań, strzelając 17 goli. W 2002 roku podpisał kontrakt z Rudarem Ugljevik, gdzie występował do 2005 roku, kiedy to przeniósł się do Zrinjskiego. Ze Zrinjskim piłkarz wygrał mistrzostwo Bośni i Hercegowiny w sezonie 2008/09 a także Puchar Bośni i Hercegowiny w sezonie 2007/08. W 2010 na krótki okres Žižović przeniósł się do albańskiego KF Tirana. W 2011 roku wrócił do Zrinjskiego, jednakże tylko na okres kilku miesięcy. W 2012 został piłkarzem Boraca Banja Luka. Karierę zakończył w Radniku Bijeljina w 2016 roku, gdzie po raz drugi w karierze zdobył puchar Bośni i Hercegowiny.
W 2008 roku wystąpił dwukrotnie w reprezentacji Bośni i Hercegowiny.

## Kariera trenerska
Karierę trenerską rozpoczął jako asystent Slavko Petrovicia w Radniku, po czym został głównym trenerem zespołu. Po dwóch latach Žižović opuścił klub 11 listopada 2019.
12 listopada 2019 został mianowany trenerem Zrinjskiego. 26. grudnia 2020 został zwolniony z roli trenera tego klubu.
15 marca 2021. został nowym trenerem Slobody Tuzla. W 2023 na krótko przejął Al-Kholood Club, a potem KF Shkupi.
11 czerwca 2024 został ogłoszony nowym trenerem Boraca Banja Luka, z którym awansował do fazy ligowej Ligi Konferencji UEFA. 

## Osiągnięcia

### Jako piłkarz

#### Zrinjski Mostar
- Mistrzostwo Bośni i Hercegowiny
  - mistrz (1): 2008/09
- Puchar Bośni i Hercegowiny:
  - zdobywca (1): 2007/08

#### Radnik Bijeljina
- Puchar Bośni i Hercegowiny:
  - zdobywca (1): 2015/16

### Jako trener

#### Borac Banja Luka
Liga Konferencji UEFA:
- faza ligowa (1): 2024/25